# The Quorum

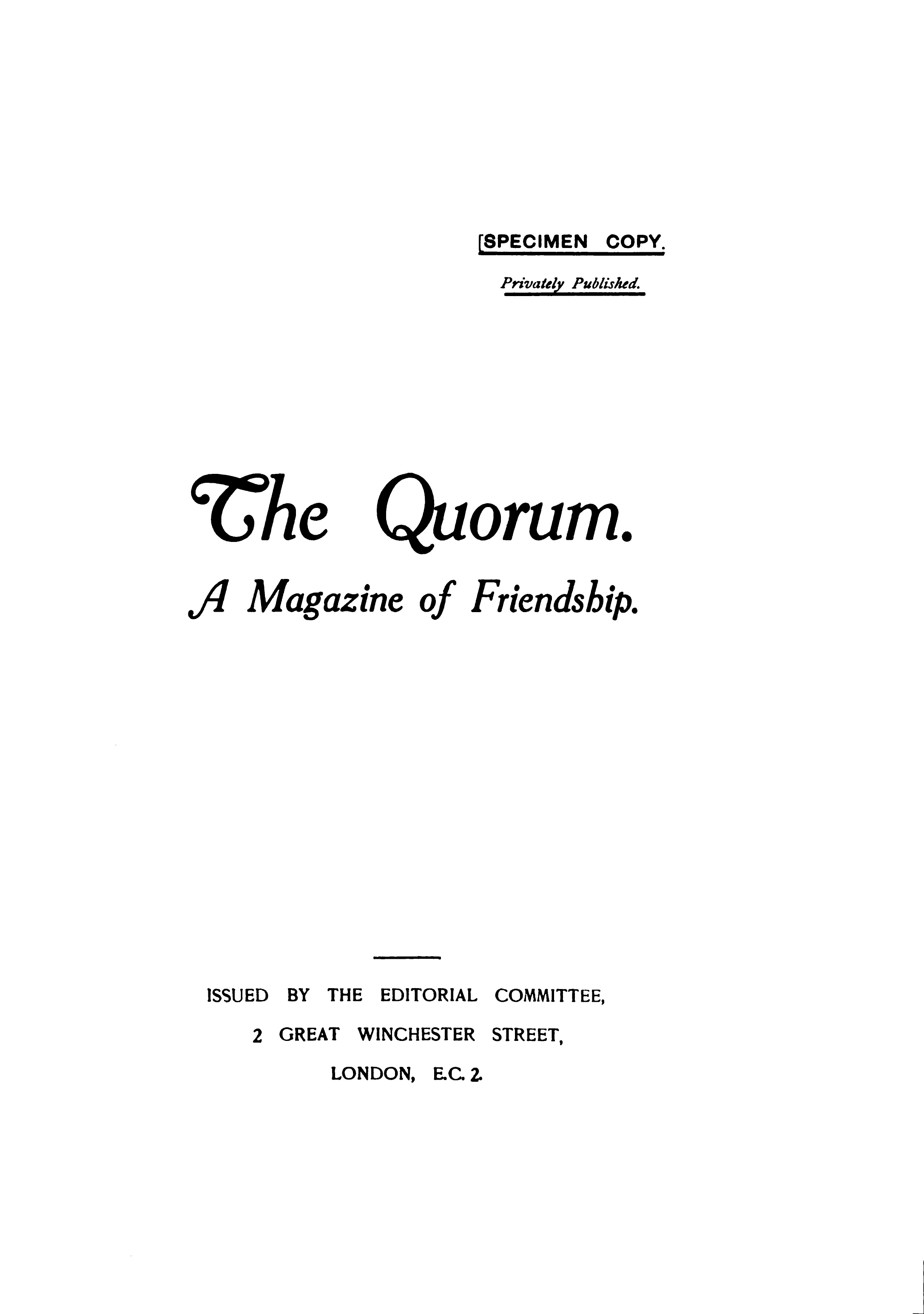
Titelseite „The Quorum“ 1/1920

The Quorum. A Magazine of Friendship war die erste britische homosexuelle Zeitschrift, verlegt 1920 in London durch ein „The Editorial Committee“ aus dem Umfeld der homosexuellen Organisationen British Society for the Study of Sex Psychology und Order of Chaeronea. Als Chefredakteur wirkte vermutlich Arthur Gardner. Von der Zeitschrift erschien nur eine einzige Ausgabe, da George Ives, ein einflussreiches Mitglied beider Organisationen, die mit einer Zeitschrift einhergehende Öffentlichkeit fürchtete und Gardner drängte, die Herausgabe einzustellen. Die Mehrzahl der Autoren stammte aus der britischen Homosexuellenbewegung, bekannteste Autorin war Dorothy L. Sayers, später berühmt für ihre Kriminalromane, die zwei Gedichte beisteuerte, darunter ein Liebesgedicht namens Veronica.
Das Heft wurde nur an die Mitglieder der BSSSP ausgegeben. Von der Ausgabe sind drei Exemplare erhalten, eines liegt in der British Library, eines in der Cornell University und eines in der Privatsammlung Raimondo Biffi. Das letztere Exemplar diente 2001 als Vorlage für ein kommentiertes Faksimile. Forschungen zur Geschichte von The Quorum leistete Timothy D'Arch Smith 1970 und 2001.